# Simoya Campbell
Simoya Kadine Campbell (* 1. März 1994) ist eine jamaikanische Leichtathletin, die sich auf den 800-Meter-Lauf spezialisiert hat.

## Sportliche Laufbahn
Erste internationale Erfahrungen sammelte Simoya Campbell bei den CARIFTA Games 2011 in Montego Bay, bei denen sie in 2:08,77 min die Goldmedaille über 800 Meter gewann und sich auch mit der jamaikanischen 4-mal-400-Meter-Staffel in 3:31,47 min den Titel sicherte. Anschließend schied sie bei den Jugendweltmeisterschaften nahe Lille mit 2:15,22 min im Halbfinale über 800 Meter aus. Im Jahr darauf siegte sie bei den CARIFTA Games in Hamilton in 2:08,48 min erneut über 800 Meter sowie in 4:49,56 min auch im 1500-Meter-Lauf und in 3:34,27 min im Staffelbewerb. Im August erreichte sie bei den Juniorenweltmeisterschaften in Barcelona das Halbfinale über 800 Meter, ging dort aber nicht mehr an den Start. 2013 siegte sie in 2:06,22 min zum dritten Mal bei den CARIFTA Games in Nassau und sicherte sich auch im Staffelbewerb in 3:34,36 min die Goldmedaille. Anschließend gewann sie bei den Zentralamerika- und Karibikmeisterschaften (CAC) in Morelia in 2:03,08 min die Silbermedaille hinter ihrer Landsfrau Natoya Goule-Toppin. Bei den IAAF World Relays 2014 in Nassau belegte sie in 8:17,22 min den vierten Platz in der 4-mal-800-Meter-Staffel und im Juli schied sie bei den Commonwealth Games in Glasgow mit 2:15,00 min in der ersten Runde über 800 Meter aus. Im Jahr darauf gelangte sie bei den IAAF World Relays 2015 auf den Bahamas mit 8:16,04 min auf den fünften Platz in der 4-mal-800-Meter-Staffel und im Juli gewann sie bei der Sommer-Universiade in Gwangju in 1:59,26 min die Silbermedaille hinter der Neuseeländerin Angie Petty. Anschließend schied sie bei den Weltmeisterschaften in Peking mit 2:01,43 min im Vorlauf aus. Im Jahr darauf nahm sie über 800 Meter an den Olympischen Sommerspielen in Rio de Janeiro teil und schied dort mit 2:02,07 min in der ersten Runde aus. 2018 belegte sie bei den Zentralamerika- und Karibikspielen in Barranquilla in 2:03,16 min den vierten Platz und gelangte anschließend bei den NACAC-Meisterschaften in Toronto mit 2:00,98 min auf Rang sechs. 

## Persönliche Bestzeiten
- 400 Meter: 53,22 s, 14. März 2015 in Kingston
- 800 Meter: 1:59,26 min, 10. Juli 2015 in Gwangju
  - 800 Meter (Halle): 2:05,77 min, 27. Januar 2018 in New York City